# Rivière La Goudalie
La rivière La Goudalie est un affluent de la rive nord de la rivière aux Feuilles dont les eaux coulent vers l'est et se jettent sur le littoral ouest de la baie d'Ungava. La rivière Daunais coule dans le territoire non organisé de Rivière-Koksoak, dans la région du Nunavik, dans la région administrative du Nord-du-Québec, au Québec, au Canada.

## Géographie
Les bassins versants voisins de la rivière La Goudalie sont :
- côté nord : lac Lintelle, lac Maguire ;
- côté est : rivière aux Feuilles ;
- côté sud : rivière aux Feuilles, rivière Nedlouc ;
- côté ouest : rivière Daunais, lac Bacqueville.

La rivière La Goudalie prend sa source au lac Bacqueville, situé à 40 km à l'est du lac Chavigny, à 80 km au nord-est du lac Minto et 90 km au sud-ouest du lac La Potherie. Le lac Bacqueville (longueur : 58 km ; largeur 5 km) comporte une superficie de 185 km2. La forme de ce lac s'avère complexe avec des contours irréguliers et comportant de nombreuses îles, presqu'îles et baies.
À partir de l'embouchure du lac Bacqueville, la rivière La Goudalie coule sur 32,8 km vers l'est, jusqu'à son embouchure. La rivière La Goudalie s'élargit sur le dernier segment de 10 km de son cours, jusqu'à son embouchure.
Le courant de la rivière La Goudalie se déverse dans la rivière aux Feuilles en aval de : à 15,9 km de l'embouchure de la rivière Nedlouc, du lac Minto, de la rivière Irsuaq (rive sud) et de la rivière Charpentier (rive sud) lesquels sont des affluents de la rivière aux Feuilles.

## Toponymie
Le toponyme rivière La Goudalie figure sur des cartes publiés en 1951. Ce toponyme évoque l'œuvre de vie de Charles de La Goudalie, ou La Gondalie (vers 1678-vers 1753), prêtre né à Rodez. Il arriva par bateau en Nouvelle-France en 1707. Il commença sa vocation comme missionnaire dans plusieurs paroisses catholiques de la région de Montréal.
En 1728, il retourna en France pour y être admis chez les Sulpiciens. Il fut assigné ensuite comme missionnaire auprès des Acadiens. En 1731, il a été nommé vicaire général de l'évêque de Québec pour l'Acadie, où il demeurera jusqu'en 1749. Il exerça quelque temps à Louisbourg et au fort de la rivière Saint-Jean. Les circonstances et la date de son retour en France reste inconnu. Son décès est survenu probablement à Nantes, France.
La rivière La Goudalie est désignée par les Inuits : "Qasigialilaap Kuunga", signifiant "rivière où il y a des phoques de lac".
Le toponyme rivière La Goudalie a été officialisé le 26 mars 1993 à la Commission de toponymie du Québec.